# مهرجان مالمو السويدي للسينما العربية
مهرجان مالمو السويدي للسينما العربية (MAFF) هو مهرجان سينمائي عربي مقره في مالمو، السويد. يُعتبر من أكثر المهرجانات السينمائية العربية نفوذاً وأكبرها في أوروبا. وهو المهرجان الوحيد الذي يمثل منصة للتعريف بالسينما العربية في الدول الإسكندنافية. عُقدت الدورة الأولى في عام 2011، ويقدم المهرجان مجموعة واسعة من الأفلام التي أعدها صناع الأفلام العرب، أو التي ترتبط بطريقة أو بأخرى بقضايا العالم العربي والثقافة العربية. حلت دولة مصر ضيفة شرف على المهرجان في دورة عام 2018، واختيرت دولة تونس لتكون ضيفة الشرف لعام 2019. يعرض المهرجان عدد من الأفلام الخاصة بالدولة ضيفة الشرف، ويستضيف وفد من صناع السينما فيها. إلى جانب إقامة معارض وندوات فنية متعلقة.

## روابط خارجية
- الموقع الرسمي